# Karin Franz Körlof
Karin Franz Körlof (18 april 1986) is een Zweeds film-, televisie- en theateractrice, toneelschrijver en regisseur.

## Biografie
Karin Franz Körlof werd als Fransén Körlof in 1986 geboren. Körlof groeide op in de Ytterby in Kungälv en acteerde voor de eerste maal op 14-jarige leeftijd met een hoofdrol in de anti-drugsfilm Brandstegen. Ze volgde van 2002 tot 2005 een opleiding theater- en filmproductie in het Ale Gymnasium, HNC Acting and Performance in het Dundee and Angus College, The Space, Schotland (2005-2007), Theaterwetenschappen aan de Universiteit van Stockholm (2009-2010) en acteren aan de Stockholms Dramatiska Högskola (2012-2015).

### Theater
Körlof speelde in verschillende theaterproducties, zoals de Engelstalige komedie The Blue Koala in het Boulevardteatern (2008), improvisatietheater in het TP-teatern, En plats för betraktande van Den dramatiska kommitté (Teaterfestivalen 2010), terugkerende familieproducties Trollsommar (2011) en Skyddat bo in het Teater Giljotin (2011) en Candide in het Södra teatern (2012).
In het najaar van 2010 debuteerde Körlof als toneelschrijver met de documentaire theaterproductie Den metafysiska komedin in het Kulturstudion, Stockholm. In de herfst van 2014 schreef en speelde ze in de monoloog Barbienazisten, onder andere bij Unga Klara, over vrouwen in extreemrechtse bewegingen.

### Film en televisie
Körlof speelde in verschillende speelfilms en televisieseries met onder andere hoofdrollen in de SVT-series Blå ögon (2014-2015) en Vår tid är nu (2017) en Gråzon op C More (2018). 
In 2016 speelde Körlof de hoofdrol in Den allvarsamma leken onder regie van Pernilla August, de boekverfilming van Hjalmar Söderbergs gelijknamige roman, in het Nederlands vertaald als Het ernstige spel. Voor de rol van Lydia Stille werd Körlof genomineerd voor de Guldbagge voor beste vrouwelijke hoofdrol.
Körlof schreef en regisseerde enkele korte films, onder andere Merum Imperium (2013), die op het Sveriges Kortfilmfestival 2014 een aantal prijzen in de wacht sleepte.

## Filmografie
- 2021: Huss (tv-serie)
- 2018: Gråzon (tv-serie)
- 2017: Trädgårdsgatan
- 2017: The Wife
- 2017: Vår tid är nu (tv-serie)
- 2016: Den allvarsamma leken
- 2014-2015: Blå ögon (tv-serie)
- 2014: Pom-pom (kortfilm, scenario, regie)
- 2013: Wallander - Skevet
- 2013: Mig äger ingen
- 2013: Merum Imperium (kortfilm, scenario, regie)
- 2012: Me and my Me & My (kortfilm, scenario, regie)
- 2012: Det hände i Sköndal
- 2011: Kronjuvelerna
- 2000: Brandstegen

## Theater
- 2018: Häxorna van Roald Dahl (Dramaten)

## Prijzen en nominaties
De belangrijkste:
| Jaar | Prijs                                   | Categorie         | Film                  | Uitslag     |
| ---- | --------------------------------------- | ----------------- | --------------------- | ----------- |
| 2017 | Guldbagge                               | Beste actrice     | Den allvarsamma leken | Genomineerd |
| 2017 | Internationaal filmfestival van Berlijn | EFP Shooting Star | EFP Shooting Star     | Gewonnen    |